# بوتوو (استان یامبول)
بوتوو (به بلغاری: Botevo) یک منطقهٔ مسکونی در بلغارستان است که در استان یامبول واقع شده‌است.
 بوتوو  ۸۹۹ نفر جمعیت دارد و ۱۱۹ متر بالاتر از سطح دریا واقع شده‌است.